# Bataille de Gondelour (1758)
Pour les articles homonymes, voir Bataille de Gondelour.
Guerre de Sept Ans
Batailles
- Chandernagor (1757)
- Plassey (1757)
- Gondelour (1758)
- Négapatam (navale) (1758)
- Condore (1758)
- Madras (1758)
- Pondichéry (navale) (1759)
- Masulipatam (1759)
- Chinsurah (1759)
- Wandiwash (1760)
- Pondichéry (1760-1761)

La première bataille de Gondelour a lieu le 29 avril 1758 entre les marines française et britannique pendant la guerre de Sept Ans près de Gondelour au large de la côte Carnatique dans le Sud de l’Inde. C’est la première des trois batailles navales qui oppose les deux marines dans le secteur pendant ce conflit. Elle oppose l’escadre française du comte d’Aché aux forces britanniques de George Pocock. Le combat bien qu’indécis, est un succès français car les vaisseaux de d’Aché réussissent à passer pour débarquer les renforts attendus à Pondichéry.

## Situation et contexte en Inde au début de la guerre de Sept Ans
Gondelour, aussi connu sous le nom de Cuddalore, est un port indien situé à environ 180 km au sud de Madras (actuellement Chennai) et 20 km au sud de Pondichéry. La ville est à l’époque la capitale des comptoirs français de l’Inde, sur la côte de Coromandel. Le nom de « Gondelour », consacré par les historiens français du XIXe siècle, est dû à une ambigüité d’écriture du XVIIIe siècle. La guerre avait été officiellement déclarée en Europe en 1756, et l’enjeu essentiel se jouait alors dans l’Atlantique et dans les Antilles au sujet du Canada, des comptoirs sur les côtes africaines et des îles à sucre. C’est là que se déployaient les principales escadres françaises et britanniques, mais à Versailles et à Londres, on n’oubliait pas l’océan Indien, où les deux Compagnies des Indes françaises et Compagnie britannique des Indes orientales se livraient une concurrence féroce pour y étendre leurs zones d’influence. En mars 1757, les Britanniques s’étaient emparés de Chandernagor, et il était clair que tous les établissements français de l'Inde étaient menacés,.
Le gouvernement français, qui dispose de beaucoup moins de vaisseaux de guerre que la Royal Navy, décide malgré tout d’y envoyer des renforts en utilisant les ressources de la Compagnie des Indes. Une division mixte de 9 vaisseaux est ainsi formée, avec un vaisseau de guerre puissant (74 canons) placé à la tête de 8 navires armés de la Compagnie. Cette petite force, placée sous le commandement du comte d’Aché, embarque une troupe de 4 000 hommes à destination de Pondichéry, elle-même sous les ordres de Lally-Tollendal, qui doit prendre la tête de toutes les forces françaises en Inde. C’est un renfort conséquent vu le nombre réduit de navires, la longueur du voyage et les risques sanitaires. La division quitte la France le 2 mai 1757, perd 300 hommes fauchés par une épidémie lors d’une escale dans l’Atlantique, fait relâche à l’Isle de France en décembre et arrive enfin dans les eaux indiennes en avril 1758 où elle est attendue par les vaisseaux de George Pocock.

## Une bataille très discutée

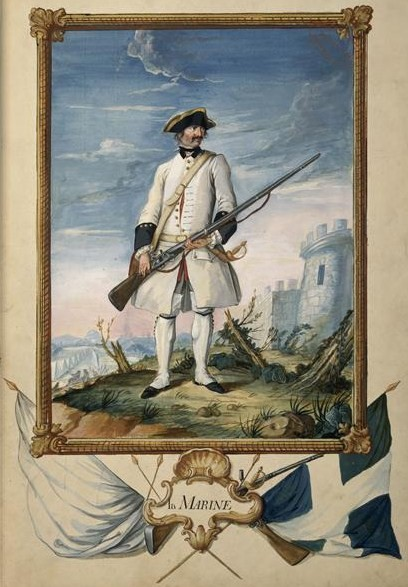
Soldat des troupes de marine. La division navale de d’Aché arrive à Pondichéry avec un renfort de 4000 soldats que cherchent à intercepter les forces de George Pocock.

Sur le papier on constate un léger avantage en puissance de feu pour d’Aché, puisqu’il aligne 470 canons alors que Pocock n’en dispose que de 414. Cet écart est cependant virtuel, car Pocock aligne sept véritables vaisseaux de guerre alors que d’Aché n’en a qu’un seul. L’équipage des vaisseaux de ligne est plus nombreux et nettement mieux entraîné. Les navires de la Compagnie des Indes ont l’habitude d’être armés pour faire face aux corsaires (et pirates) des mers du sud ou pour s’opposer aux navires des compagnies concurrentes. Mais face à de véritables vaisseaux de guerre, ils ne font guère le poids car ils restent sur le fond des navires de commerce, même robustement construits, et parce que leur rythme de tir est très inférieur. Les navires de d’Aché sont aussi encombrés par les troupes et le matériel de renfort, ce qui gêne la manœuvre des canonniers et trois de ces unités ont moins de 50 canons, ce qui en fait plus des frégates que de véritables navires de combat. Avec 4 vaisseaux de 60 canons ou plus, complétés de 2 vaisseaux de 50 canons, la division de Pocock est homogène et part au combat avec un net avantage.
Le 29 avril vers midi les deux forces sont en vue au large du comptoir néerlandais de Négapatam. On forme des deux côtés la traditionnelle ligne de bataille et on commence à se rapprocher. Pocock, qui semble parfaitement connaître la composition de la division française, décide de concentrer ses efforts sur le seul véritable vaisseau de guerre, le Zodiaque (74). La canonnade s’engage vers 15 h 00, les Français ouvrant le feu les premiers. Pocock, qui semble déterminé à détruire ou neutraliser le Zodiaque, retient son feu jusqu’à portée de mousquet et concentre ses forces sur le navire-amiral de d’Aché pour obtenir le maximum d’effet. À 16 h 00, le combat est général. Les vaisseaux britanniques souffrent beaucoup dans leur mâture du feu des navires de la Compagnie des Indes alors que ces derniers, dont les ponts encombrés de troupes sont balayés par les boulets, essuient de lourdes pertes. Le Zodiaque soutient un combat acharné et finit par repousser les assauts du Yarmouth, ce qui profite au reste de la division qui peut commencer à se dégager. D’Aché ordonne à 5 navires de poursuivre leur route alors qu’il continue à se battre avec les 3 vaisseaux restants. Il décroche ensuite à son tour, mais Pocock engage la poursuite.
C’est alors qu’intervient un coup de théâtre favorable aux Français. On n’est en effet plus très loin de Pondichéry où patrouillent deux unités, le Comte de Provence, gros navire de 74 canons de la Compagnie des Indes, et une frégate de 24 canons, la Diligente. Attirés par l’écho de la bataille, les deux navires font voile vers la canonnade et arrivent au contact du Zodiaque en retraite. L’arrivée du Comte de Provence renverse la situation. D’Aché stoppe la retraite et se remet en position de combat. La belle contenance des deux 74 canons français impressionne les poursuivants. Pocock, dont plusieurs vaisseaux ont beaucoup souffert, juge plus prudent d’en rester là et décroche à son tour. Les Britanniques gagnentMadras pour réparer leurs mâtures, et les Français reprennent leur route vers Pondichéry. Sur les 8 navires de la Compagnie des Indes, le Bien-Aimé (58) est le plus endommagé, mais reste autonome et n’a pas besoin d’être pris en remorque. Le vaisseau, cependant, est perdu sur les eaux dangereuses de la côte de Coromandel.

## Le bilan: une victoire tactique française

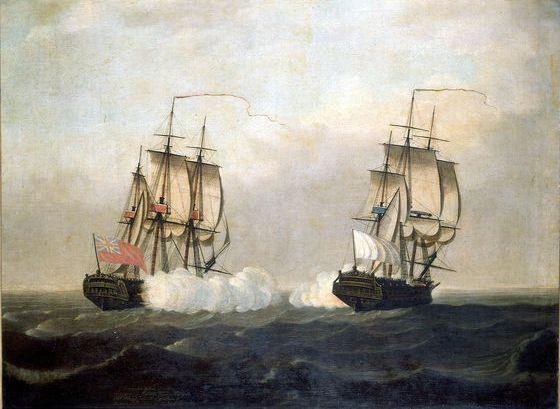
Le Saint-Louis, vaisseau de 50 canons de la Compagnie des Indes attaqué par un Indiaman britannique. D’Aché repousse Pocock après un dur combat (tTableau de Lawson Dunn).

Les pertes ne sont connues avec précision que du côté britannique, soit 29 tués et 89 blessés, alors que les Français auraient perdu environ 600 hommes. Ce chiffre élevé mêle les morts et les blessés sans plus de précision, mais il faut s'en contenter faute de mieux, le combat ayant été violent et les navires français étant fortement chargés de troupes. D’Aché lui-même est sérieusement blessé.
Les historiens qui font le bilan de cette bataille concluent généralement sans s’attarder qu’elle est indécise, quand ils n’omettent tout simplement pas d’en parler. Cet oubli s’explique sans doute par le faible nombre des navires engagés alors que les grandes escadres, celles qui retiennent l’attention, sont mobilisées de l’autre côté du monde
Pourtant, cette bataille isolée apparaît comme un net succès tactique français si on reprend les objectifs des deux chefs. Pocock avait pour mission d’empêcher le convoi français de passer, d’où sa tentative de détruire le Zodiaque, ce qui aurait immanquablement provoqué la capture des navires chargés de troupes et du nouveau gouverneur, Lally-Tollendal, avant même qu’il ne prenne sa charge. Sans être véritablement une défaite britannique, c’est donc tout de même un succès français. D’Aché a réussi à faire passer son convoi, qui aborde Pondichéry le jour même. Les renforts sont débarqués aussitôt, soit sans doute un peu plus de 3 200 hommes si on prend en compte les pertes par maladie (voir plus haut) et les morts de la bataille.
Les conséquences en sont im0médiates : Lally-Tollendal, rude combattant qui déteste les Britanniques, engage aussitôt une offensive qui lui permet de s’emparer du port de Gondelour, le 4 mai 1758, puis de celle du fort Saint-David, au sud de Pondichéry, en juin, et enfin d’Arcate, en octobre. La campagne évoluera ensuite de façon catastrophique pour les Français mais ne doit faire oublier que d’Aché a rempli sa mission en repoussant les forces de Pocok dans un engagement très difficile dans lequel il n’était absolument pas donné favori. Les deux chefs n’en ont par ailleurs pas terminé de se battre puisqu’ils se retrouveront le 3 août devant Negapatam et encore le 10 septembre 1759 dans les eaux de Pondichéry.

## Les navires engagés
| Escadre sous le commandement du comte d’Aché - Zodiaque, 74, comte d'Aché - Comte de Provence, 58, Jean Jacques Delachaise - Bien-Aimé, 58, Jean Baptiste Charles Bouvet de Lozier - Vengeur, 54, Jean-Baptiste Christy de la Pallière - Mosan, 50, Pierre de Becdelievre - Duc de Bourgogne, 50, Jean Baptiste Nicolas Denis d’Après de Mannevillette - Duc d'Orléans, 50, Jean Francois Marie de Surville - Saint-Louis, 50, Louis Dominique de Joannis (aîné) - Condé, 50, Jacques Derabec - Sylphide, 30, Étienne Mahy |  | Escadre sous le commandement de George Pocock - HMS Yarmouth, 70, amiral George Pocock - HMS Elisabeth, 70, Stewen - HMS Cumberland, 66, Martin - HMS Tiger, 60, Leyton - HMS Weymouth, 60, - HMS Newcastle, 54 - HMS Salisbury, 50 - HMS Protector, 40 - HMS Queensborough, 40 |